# Christian Lara
Christian Rolando Lara Anangonó (Quito, 27 aprile 1980) è un ex calciatore ecuadoriano, di ruolo centrocampista.

## Carriera

### Nazionale
Ha partecipato ai Mondiali del 2006 dove, con i suoi 162 cm di altezza, è risultato essere il calciatore più basso della competizione.

## Palmarès

### Club

#### Competizioni nazionali
- Campionato ecuadoriano: 2

LDU Quito: 2007, 2010

#### Competizioni internazionali
- Coppa Sudamericana: 1

LDU Quito: 2009
- Recopa Sudamericana: 2

LDU Quito: 2009, 2010